# Moniteur Cycliste Français
 (mai 2025).
Motif : notoriété qui semble trop faible pour mériter une page.
- Archive Wikiwix
- Bing
- Cairn
- DuckDuckGo
- E. Universalis
- Gallica
- Google
- G. Books
- G. News
- G. Scholar
- Persée
- Qwant
- (zh) Baidu
- (ru) Yandex
- (wd) trouver des œuvres sur Wikidata

| 1. | Préciser le motif de la pose du bandeau. | Précisez le motif de la pose du bandeau en utilisant la syntaxe suivante : {{admissibilité à vérifier\|date=juillet 2025\|motif=remplacez ce texte par le motif}}                               |
| 2. | Informer les utilisateurs concernés.     | Pensez à avertir le créateur de l'article, par exemple, en insérant le code ci-dessous sur sa page de discussion : {{subst:avertissement admissibilité à vérifier\|Moniteur Cycliste Français}} |

Moniteur Cycliste Français (MCF) est une marque du Syndicat National des Moniteurs Cyclistes Français, créée le 23 août 1999 par quatre passionnés de cyclisme ; elle comprend 75 écoles labellisées et 1 500 moniteurs guides diplômés d’État répartis sur l’ensemble du territoire français,,.
MCF est une marque appartenant au Syndicat National des Moniteurs Cyclistes Français,,.

## Histoire
- 1999 : Création du Syndicat

- 2001 : Reconnaissance officielle par le Ministère des Sports.

- 2005 : Lancement des carnets de progression Biker et Loupiot/Biclou

- 2008 : Co-fondation de la Mountain Bikers Foundation et création du CQP Patrouilleur VTT[7],[8].

- 2011 : Création de l’Institut de Formation du Vélo (IFV) et du CQP Animateur Mobilité Vélo (AMV)

- 2015 : Co-fondation de l’European Organisation of Mountain Bike Instructor-Guides (EOMTBING)[9],[10],[11].

- 2024 : MCF devient membre de la filière économique France Vélo[12],[13].

## Réseau
Les Moniteurs MCF sont formés pour enseigner différentes disciplines cyclistes, telles que :
- Vélo tout-terrain (VTT)[15],[16]

- Cyclisme sur route

- Gravel[17]

- BMX

- Mobilité urbaine à vélo

Les moniteurs MCF interviennent également dans des programmes éducatifs comme "Savoir rouler à vélo", visant à sensibiliser les jeunes à l'utilisation du vélo comme moyen de transport, ou le carnet de progression « Biker » pour apprendre toutes les techniques du VTT sur 5 niveaux,.
En montagne, en milieu rural ou en ville, MCF est présent sur l'ensemble du territoire français,,.
Tous les moniteurs affiliés au réseau MCF suivent des formations d’Etat avec un processus rigoureux de certification.

## Activités
MCF est reconnu pour son engagement dans le développement durable et la structuration de l'encadrement cycliste en France. Chaque année, près de 250 000 pratiquants sont encadrés à VTT par les moniteurs du réseau,,.